# Porche con mosquitero

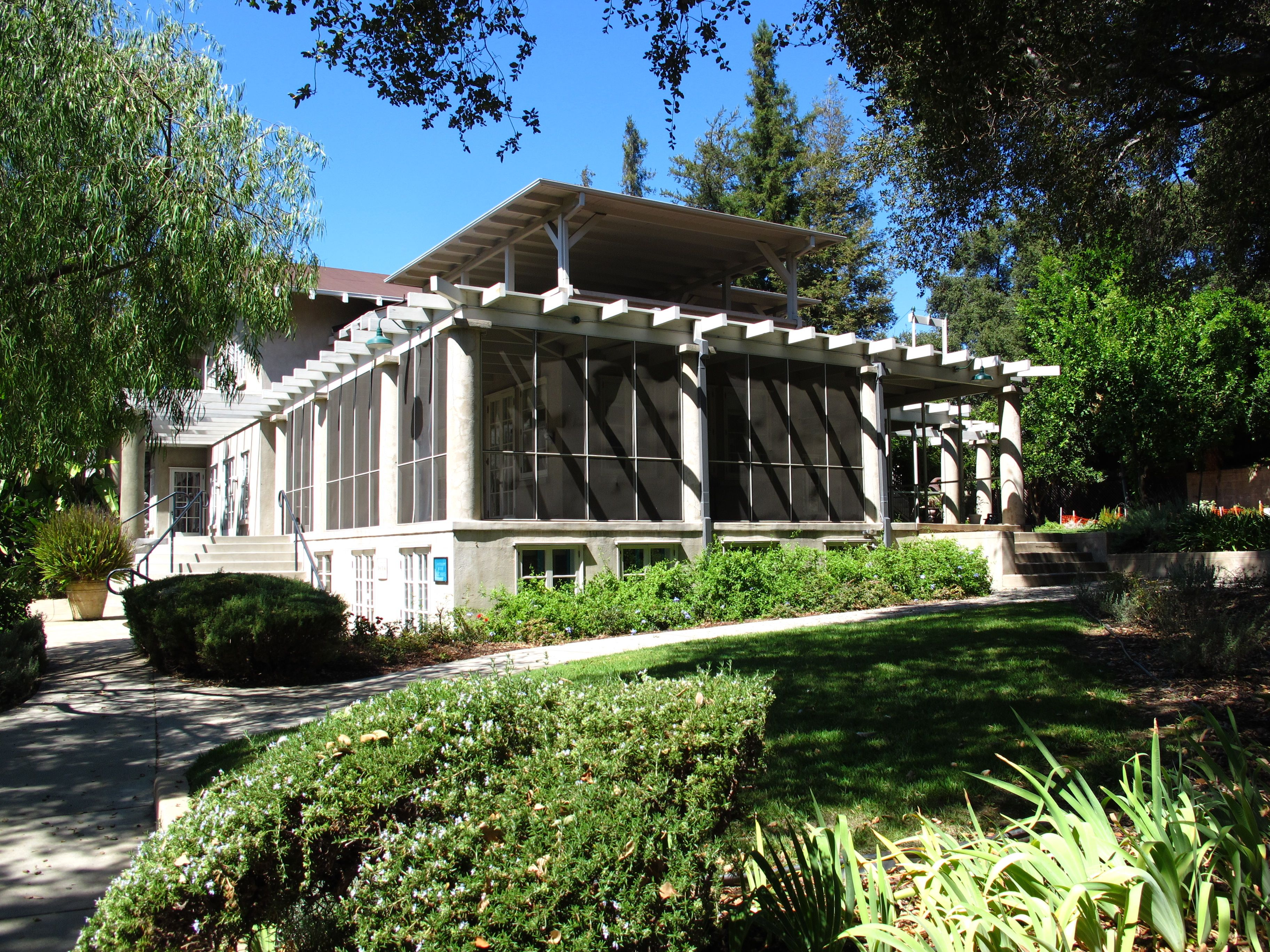
Un porche en la parte trasera de una casa en el suroeste de los Estados Unidos

Un porche con mosquitero es un tipo de porche o estructura similar en o cerca del exterior de una casa que se ha cubierto con mosquiteros para evitar que insectos, escombros y otros objetos indeseables entren en el área dentro del mosquitero. Por lo general, creados para mejorar la habitabilidad de una estructura que de otro modo estaría expuesta a las molestias del exterior,  a menudo permiten a los residentes disfrutar de un ambiente interior al aire libre.

## Construcción
Se pueden construir de una manera similar a la de los graneros de postes, con las pantallas añadidas después de que se completa la estructura de las paredes y el techo. Si bien los porches de pantalla a menudo se adjuntan a las casas, a veces se construyen por separado para simplificar el proceso de construcción. Para garantizar que el porche sea impermeable a los insectos y otras intrusiones, generalmente se agrega una puerta de malla para facilitar la entrada. Debido a que las mallas pueden reducir la cantidad de luz que ingresa al interior del porche, algunos porches con malla se construyen de modo que las mallas se puedan quitar cuando los insectos y la luz del sol sean un problema menor para el residente. Algunos propietarios llenan sus porches con muebles y comodidades que normalmente se encuentran en interiores, como mesas, sillas y sofás, ventiladores de techo, pisos de imitación de madera, enchufes eléctricos, elementos pintados, e incluso muebles empotrados y plomería.
| It's nature up close, but not too personal.—American designer Christopher Patrick |

## Usos

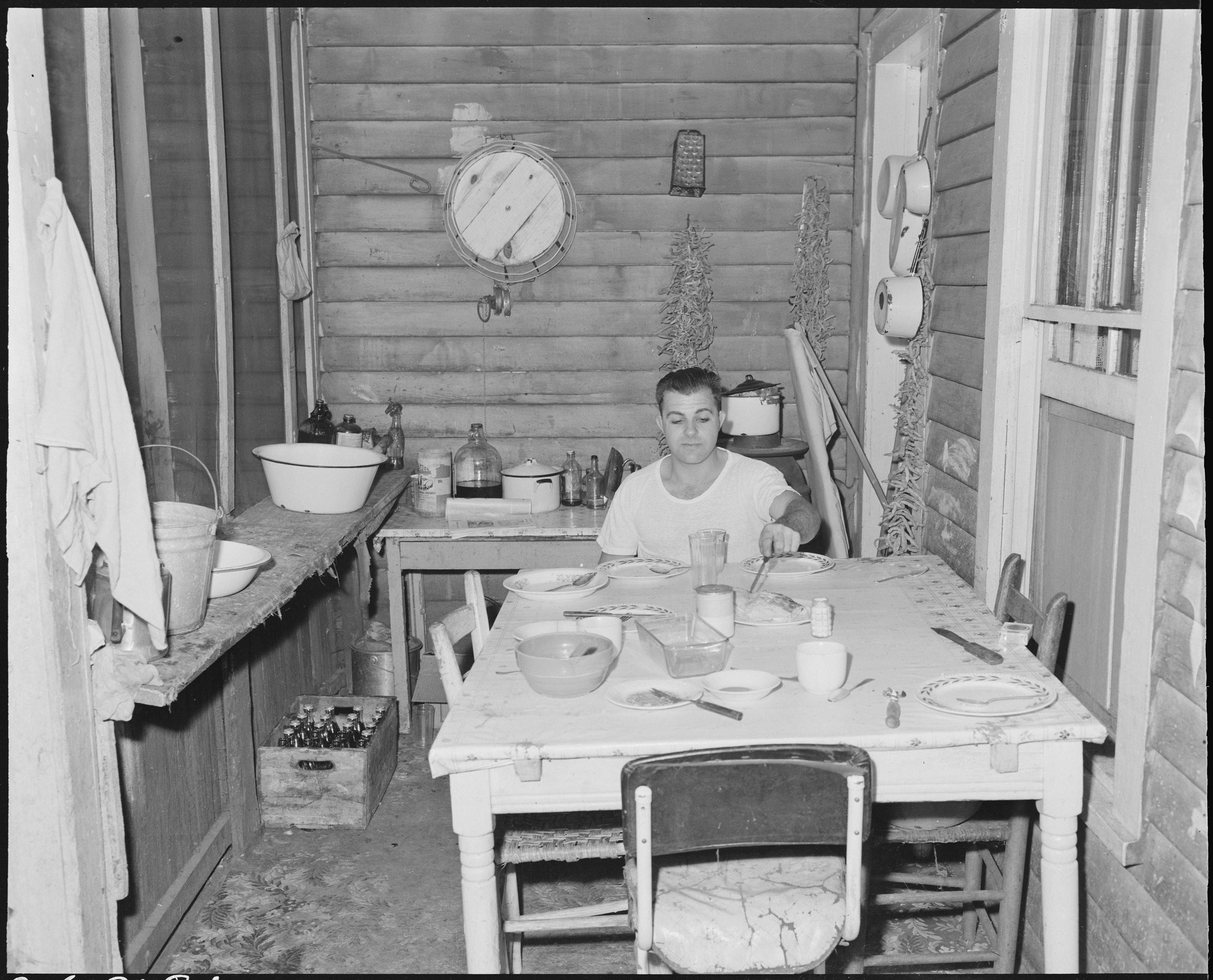
Un hombre se sienta en su porche, que está lleno de muebles.

A veces se usan en lugar del aire acondicionado cuando este último no está disponible. Por ejemplo, cuando la pérdida de electricidad impide que los sistemas de aire acondicionado funcionen, un porche con mosquitero puede ser un lugar más fresco para dormir. Al mismo tiempo, los porches con mosquitero se pueden usar para permitir una experiencia al aire libre mientras se protege de la luz solar directa y de los insectos voladores; algunos constructores incluso incluyen tragaluces en sus diseños cuando, de lo contrario, un porche estaría excesivamente oscuro. Algunas personas experimentan una sensación de intimidad y privacidad tranquila cuando pasan sus horas de ocio en un porche con mosquitero. En el campo de la arquitectura paisajista, incluso se puede usar un porche para dividir los jardines o céspedes circundantes en zonas más pequeñas; en la Casa Walter Gropius en el noreste de los Estados Unidos, el porche sirve como una zona de transición entre una habitación normal de la casa y un área normal al aire libre, y sus soportes de techo extendidos ayudan a crear la apariencia de un marco alrededor del terreno circundante, dividiendo el terreno en múltiples zonas comparables a las habitaciones de una casa.